# کوهی کاتو
کوهی کاتو (انگلیسی: Kohei Kato؛ زادهٔ ۱۴ ژوئن ۱۹۸۹) بازیکن فوتبال اهل ژاپن است.